# Formariz e Ferreira
Formariz e Ferreira (oficialmente, União das Freguesias de Formariz e Ferreira) é uma freguesia portuguesa do município de Paredes de Coura, com 15,06 km² de área e 915 habitantes (censo de 2021). A sua densidade populacional é 60,8 hab./km².

## História
Foi criada aquando da reorganização administrativa de 2012/2013, resultando da agregação das antigas freguesias de Formariz e Ferreira.
Esta agregação, e a de Bico e Cristelo, acabou com uma das particularidades do concelho de Paredes de Coura: o facto de até aí ter tido duas das poucas freguesias portuguesas territorialmente descontínuas (Formariz e Cristelo).

## Demografia
A população registada nos censos foi:

Antigas freguesias que deram origem à União das Freguesias de Formariz e Ferreira (Paredes de Coura).

| Distribuição da População por Grupos Etários | Distribuição da População por Grupos Etários | Distribuição da População por Grupos Etários | Distribuição da População por Grupos Etários | Distribuição da População por Grupos Etários | Distribuição da População por Grupos Etários |
| -------------------------------------------- | -------------------------------------------- | -------------------------------------------- | -------------------------------------------- | -------------------------------------------- | -------------------------------------------- |
| Antes da agregação                           |                                              |                                              |                                              |                                              |                                              |
| Ano                                          | 0-14 anos                                    | 15-24 anos                                   | 25-64 anos                                   | >= 65 anos                                   | Total                                        |
| 2001                                         | 130                                          | 123                                          | 577                                          | 263                                          | 1093                                         |
| 2011                                         | 103                                          | 89                                           | 496                                          | 310                                          | 998                                          |
| Após a agregação                             |                                              |                                              |                                              |                                              |                                              |
| Ano                                          | 0-14 anos                                    | 15-24 anos                                   | 25-64 anos                                   | >= 65 anos                                   | Total                                        |
| 2021                                         | 90                                           | 73                                           | 416                                          | 336                                          | 915                                          |